# Suillia tuberiperda
Suillia tuberiperda är en tvåvingeart som först beskrevs av Camillo Rondani 1867.  Suillia tuberiperda ingår i släktet Suillia och familjen myllflugor. Inga underarter finns listade i Catalogue of Life.